# Wangdiphodrang
Wangdiphodrang est une ville du Bhoutan située dans le Wangdue Phodrang.

## Démographie
En 2012, sa population était de 7 507 habitants.